# Uroleucon orientalis
Uroleucon orientalis är en insektsart. Uroleucon orientalis ingår i släktet Uroleucon och familjen långrörsbladlöss. Inga underarter finns listade i Catalogue of Life.